# タフルプロスト

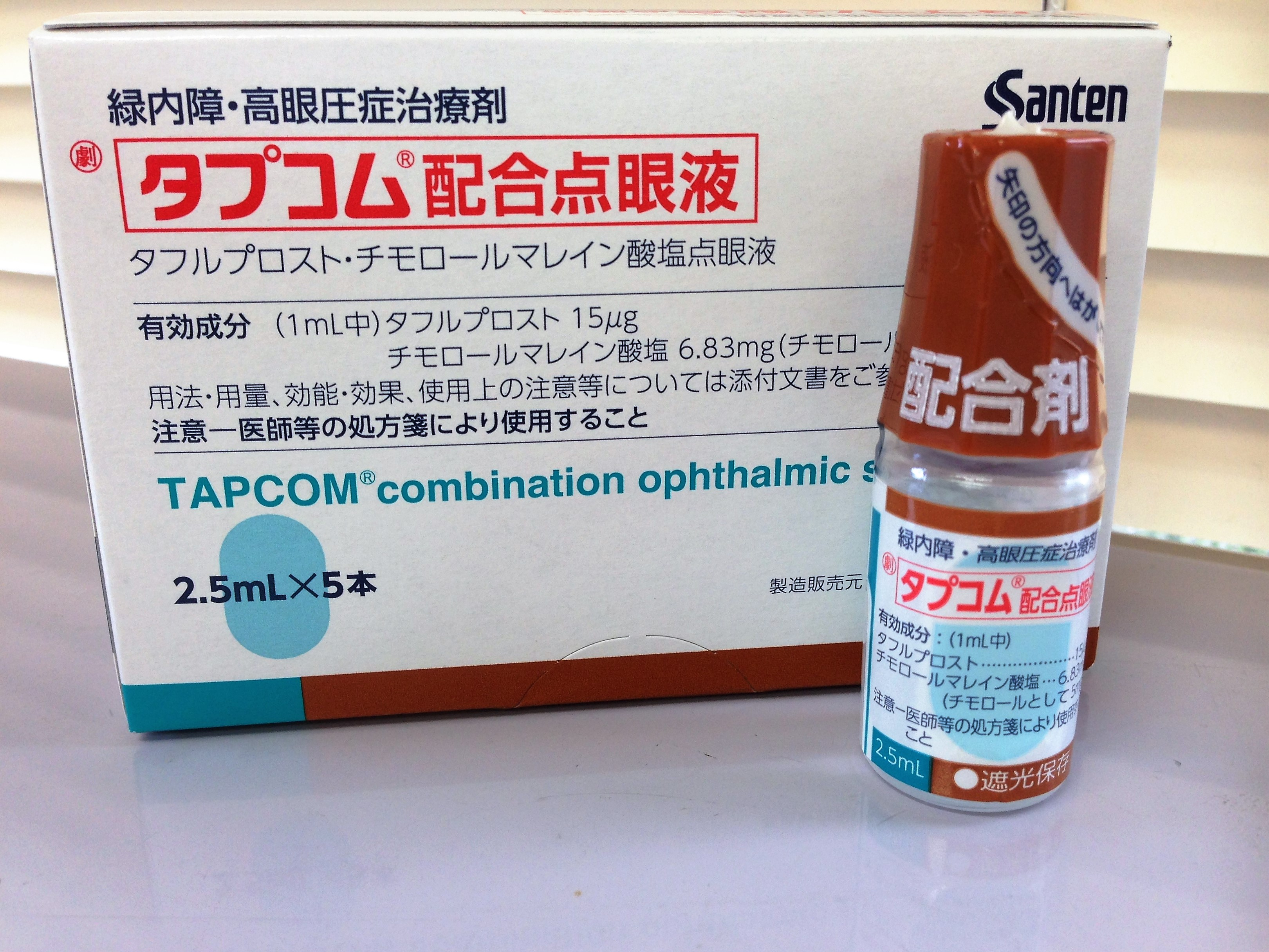
チモロールとの配合点眼薬

タフルプロスト (Tafluprost）は眼科領域で用いられるプロスタグランジンF2αアナログで、緑内障の進展阻止および高眼圧症の管理に用いられる。眼球からの房水排出を促進し、眼圧を低下させる。防腐剤としてベンザルコニウム塩化物を含む製剤と含まない製剤とがある。非選択的β遮断薬であるチモロールとの配合剤もある。商品名タプロス（参天製薬）など、米国ではZioptan（メルク）。

## 効能・効果
緑内障、高眼圧症

## 用法・用量
1日1回1滴を点眼する。多用すると眼圧下降作用が減弱する可能性があるとされている。

## 副作用
ベンザルコニウムを含む製剤の臨床試験では67.5%に副作用が見られ、その内訳は結膜充血（31.3%）、睫毛の異常（19.3%）、瘙痒感（17.6%）、眼刺激感（13.5%）、虹彩色素沈着（8.1%）等であった。
重大な副作用として、単剤では虹彩色素沈着（防腐剤入り製剤での発現率：8.1%）が挙げられている。
配合剤では上記のほか、眼類天疱瘡、気管支痙攣、呼吸困難、呼吸不全、心ブロック、鬱血性心不全、脳虚血、心停止、脳血管障害、全身性エリテマトーデスが記載されている。

## 薬物動態
タフルプロストは脂溶性エステルであり、角膜から速やかに吸収されて代謝を受け、カルボン酸のタフルプロスト酸となる。点眼後2-4時間で効果が現れ、12時間後に最大となる。眼圧降下作用は少なくとも24時間続く。
タフルプロスト酸はΒ酸化を受けて1,2-ジノルタフルプロスト酸、1,2,3,4-テトラノルタフルプロスト酸およびそのラクトンとなり、グルクロン酸抱合やヒドロキシル化を受ける。シトクロムP450は関与しない。
この代謝経路（少なくともテトラノル化まで）はラタノプロストやトラボプロストでも同様である。

左からタフルプロスト、タフルプロスト酸（活性体）、1,2-ジノルタフルプロスト酸、1,2,3,4-テトラノルタフルプロスト酸、1,2,3,4-テトラノルタフルプロスト酸ラクトン